# Constantin Karadja

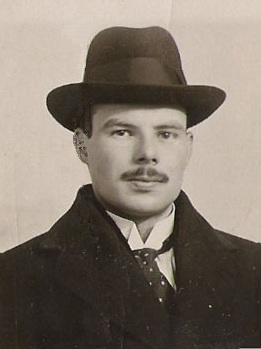
Karadja 1916

Prinz Constantin Jean Lars Anthony Démétrius Karadja (* 24. November 1889 in Den Haag; † 28. Dezember 1950 in Bukarest) war ein rumänischer Diplomat, Jurist, Historiker, ist Ehrenmitglied der rumänischen Akademie und wird als Gerechter unter den Völkern geehrt. Er ermöglichte nach Angaben der internationalen Holocaust Gedenkstätte Yad Vashem nachweislich 600 Juden die Flucht vor der Deportation durch das nationalsozialistische deutsche Regime. Weitere Stimmen in der Holocaust-Forschung gehen von schätzungsweise tausenden bis über 51.000 Juden aus.

## Familie
Constantin Karadja entstammt der griechisch-phanariotischen Adelsfamilie Caradja, die zahlreiche weltliche und geistliche Würdenträger stellte.
Karadja kam als drittes Kind des Diplomaten Prinz Jean Karadja Pascha (1835–1894) und der Schwedin Marie Louise Karadja in Den Haag zur Welt.
1916 heiratete Karadja Prinzessin Marcela Elena Caradja (1896–1971), die eine Cousine dritten Grades war.
Sie hatten zwei Kinder:
- Prinz Jean Aristide Constantin Caradja (1917–1993), verheiratet mit Minna Frieda Auguste Starke (1911–1992).
- Prinzessin Marie-Marcelle Nadèje Karadja (1919–2006).[7]

## Schulbildung und Studium
Karadja erhielt seine Ausbildung in England am Framlingham College und am Inner Temple, welchen er mit einem Studium der Rechtswissenschaften als Barrister verließ.
Auf Grund des in phanariotischen Kreisen üblichen Brauches kosmopolitisch erzogen zu werden, war er der englischen, französischen, deutschen, rumänischen, schwedischen, dänischen und norwegischen Sprache mächtig und hatte Kenntnisse in Latein und Altgriechisch.
Er ließ sich in Rumänien nieder, heiratete dort 1916 Marcela Elena Caradja, erhielt die rumänische Staatsbürgerschaft und trat 1920 in den diplomatischen Dienst ein.
Seine diplomatischen Missionen führten ihn als Konsul nach Budapest (1921–1922), als Generalkonsul nach Stockholm (1928–1930) und Berlin (1931–1941).
Mit einem soliden Wissen auf wirtschaftlichem Gebiet, arbeitete er zudem als Berater für das rumänische Finanzministerium und nahm als Leiter der rumänischen Delegation an der internationalen Wirtschaftskonferenz in Genf teil (1927).

## Tätigkeit als Bibliograph, Büchersammler und Historiker
Als Bücherliebhaber schuf Karadja eine der wichtigsten Sammlungen alter, seltener Bücher in Südosteuropa, die heutzutage zum Teil in der Nationalbibliothek und der rumänischen Akademie der Wissenschaften in Bukarest zu finden sind.
Akkreditiert als Generalkonsul in Berlin forschte er zu Inkunabeln (Wiegedrucke). Zu dieser Zeit veröffentlichte er eine Liste der Inkunabeln auf rumänischem Gebiet. Darüber hinaus machte er wichtige Werke über die antike Geschichte Rumäniens publik. 1934 veröffentlichte er im Gutenberg-Jahrbuch 1934 einen Artikel über „die ältesten gedruckten Quellen zur Geschichte Rumäniens“. 1940 präsentierte er der rumänischen Akademie  zwei Inkunabeln aus dem Jahre 1454 und 1472, in denen erste Erwähnungen der Völker der Daker und Rumänen zu finden sind. Viele wissenschaftliche Abhandlungen Karadjas wurden in den Werken von Nicolae Iorga veröffentlicht. Am 3. Juni 1946 wurde Karadja aufgrund seines intensiven Schaffens als Bibliograph und Forscher als Ehrenmitglied in die rumänischen Akademie der Wissenschaften aufgenommen. Unterzeichnet wurde der Aufnahmeantrag u. a. von Ion Nistor, Alexandru Lapedatu, Dimitrie Pompeiu, Gheorge Spacu, Emil Racoviță, Iorgu Iordan, Constantin Ion Parhon, Nicolae Bănescu, Constantin Rădulescu-Motru, Ştefan Ciobanu, Radu R. Rosetti und Silviu Dragomir. 1948 hob die kommunistische Regierung die Mitgliedschaft Karadjas auf. Nach der rumänischen Revolution 1989 nahm man ihn 1990 wieder auf.
Zudem verfasste Karadja in den Jahren 1941 bis August 1944 ein diplomatisches und konsularisches Lehrwerk, welches 2013 durch das rumänische Außenministerium unter editorialer Mitarbeit von Stelian Obiziuc und Ottmar Traşcă veröffentlicht und verlegt wurde.

## Tätigkeit als Diplomat
Im Amt des rumänischen Generalkonsul von 1931 bis 1941 in Berlin und als Leiter der Konsularabteilung im Außenministerium des faschistischen Rumäniens von 1941 bis 1944 bemühte sich Constantin Karadja kontinuierlich um die Rettung von Juden rumänischer Staatsangehörigkeit, insbesondere die in Deutschland, Frankreich und Ungarn angesiedelt waren.
Bei seinen diplomatischen Bemühungen stützte sich Karadja stets auf die Grundsätze der Menschenrechte und des internationalen Rechts, die laut dem Sitzungsprotokoll einer Unterkommission zur Anerkennung der „Gerechten unter den Völkern“ (18. April 2005 in Jerusalem) wie folgt aussahen:

### Generalkonsul in Berlin

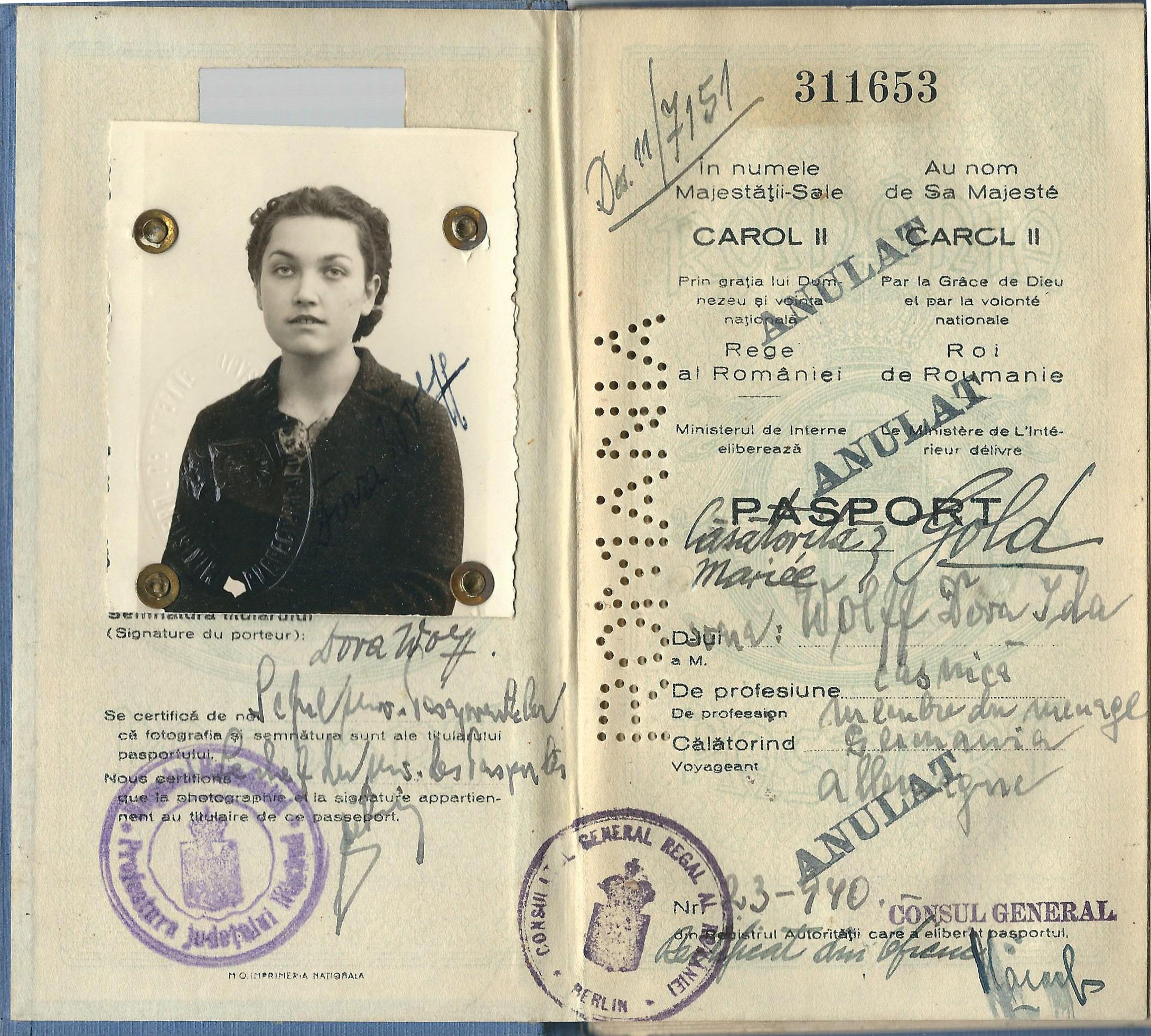
Ein Passport mit Karadjas Signatur (Berlin, 1940)

Karadja erstattete der Regierung Rumäniens in den Jahren 1938–1939 fortlaufend Bericht über die antisemitische Politik des national-sozialistischen Deutschlands. Er berichtete über die Ereignisse der Reichskristallnacht, die Sanktionen gegen Juden und die Politik der Abschiebung hinter die deutsche Grenze.
Er bat darum, dass Anträge rumänischer Juden, die nach Rumänien einreisen möchten, ohne Verzögerung und aus humanitären Gründen vorrangig bearbeitet werden sollen.
Einer Weisung des rumänischen Außenministeriums vom 7. März 1941 mit dem Inhalt, dass in die Pässe rumänischer Juden das Wort „Jude“ eintragen werde solle, wollte er nicht Folge leisten.
Durch ein Protestschreiben an den rumänischen Außenminister, indem er auf die schlechte Lage rumänischer Juden hinwies, es ablehnte den Juden unnötige Hindernisse auf ihrem Tod in den Weg zu legen und darauf hinwies, dass die USA und Großbritannien mit Ende des Krieges auch Rumänien für derartige Methoden zur Rechenschaft ziehen werden würden, erreichte er, dass statt des Wortes „Jude“ lediglich ein „X“ in die Pässe zu schreiben sei, welches nur den rumänischen Behörden als Erkennungsmerkmal für jüdische Bürger erkennbar sein sollte.

### Leiter der Konsularabteilung im rumänischen Außenministerium Bukarest
Als Leiter der Konsularabteilung im rumänischen Außenministerium gelang es Karadja am 11. November 1941 ein Schreiben an die diplomatischen Vertretungen und Konsulate Rumäniens zu schicken, wonach alle Menschen rumänischer Staatsbürgerschaft zu schützen und über Fälle der Diskriminierung von Personen oder deren Eigentum zu berichten sei.
Nach einem Abkommen zwischen Deutschland und Rumänien, wonach alle Juden rumänischer Staatsangehörigkeit gleich den Juden deutscher Staatsangehörigkeit zu behandeln seien, wurde die Anweisung im August 1942 von der rumänischen Regierung aufgehoben.
Karadja protestierte vehement und berief sich darauf, dass diese Maßnahme jedweder rechtlichen Grundlage entbehre.
Im April 1943 schlug Karadja vor, dass rumänischen Juden aus Deutschland, Frankreich, Griechenland und Italien für begrenzte Zeit Aufenthalt in Rumänien gewährt werden solle, bis diese in außereuropäischen Ländern Asyl fänden. Außenminister Mihai Antonescu genehmigte die Maßnahme, jedoch unter der Bedingung, die Juden bei ihrer Ankunft für befristete Zeit nach Transnistrien zu schicken. Aufgrund der nahenden russischen Front und der für die Rumänen schon als relativ sicher geltenden Niederlage Deutschlands, hob Ion Antonescu diese Bedingung auf.
In einem Brief vom 24. November 1943 an den rumänischen Außenminister wies Karadja darauf hin, dass das internationale Recht, die Grundsätze der universalen Ethik und die Grundrechte der Menschlichkeit von den deutschen Behörden nicht berücksichtigt wurden.
Laut Aussage des israelischen Botschafters Govrin im Jahr 2005 brauchte Karadja „(…) großen Mut, sich seiner Zeit so auszudrücken.“
Anfang 1944 ermöglichten es die Behörden von Vichy jüdische Kinder rumänischer Staatsangehörigkeit nach Rumänien ausreisen zu lassen, unter der Bedingung, dass diese in Rumänien aufgenommen würden. Durch Druck auf die rumänischen Behörden gelang es Karadja den Außenminister zu einer Bewilligung zu bewegen. Es fuhren daraufhin Züge von Paris über Wien und Budapest nach Rumänien mit schätzungsweise 600 jüdischen Kindern.
Mit Beginn der Deportation der ungarischen Juden 1944 in Konzentrationslager forderte Karadja die Möglichkeit der Rückkehr der in Ungarn lebenden rumänischen Juden. Die sich immer mehr abzeichnende Kriegsniederlage Deutschlands, die allmähliche Distanzierung Rumäniens vom Bündnispartner Deutschland und die immer instabilere innenpolitische Lage Rumäniens trugen sicherlich zu der letztendlichen Bewilligung Karadjas Antrag durch den Außenminister Antonescu bei. Im Zuge dessen konnten zwischen Januar und Mai 1944 51.537 Juden vor der Deportation durch das nationalsozialistische deutsche Regime in das Konzentrationslager Auschwitz gerettet werden. Diese konnten mit Zügen nach Bukarest gebracht werden.
Zwar gibt es laut dem Sitzungsprotokoll „(…) keine vollständige Zeugenaussage darüber, dass sie [die Juden] vor dem sicheren Tod gerettet wurden, in dem sie nach Rumänien zurückkehrten. Doch die Tatsache ihrer Rettung ist der jüdischen Gemeinde in Bukarest bekannt, die zu ihrer ersten Aufnahmestelle eingerichtet worden war und e[s] wird in offiziellen Dokumenten genannt, die sich im rumänischen Archiv befinden(…).“

## Machtergreifung durch die Kommunisten und Tod
Nach Machtergreifung durch die Kommunisten entledigte man Karadja 1947 seiner Ämter und verwehrte ihm eine Rente. 1949 fand er Arbeit als Übersetzer für die schwedische Botschaft in Bukarest, allerdings mit geringem Verdienst. Einen Antrag auf Auswanderung nach Schweden lehnte das neue Regime ab.
1950 starb Constantin Karadja in Armut, kurz bevor der rumänische Geheimdienst Securitate versuchte einen Haftbefehl gegen ihn zu vollstrecken. Es ist nicht geklärt, ob Karadja eines natürlichen Todes starb oder ob er den Freitod wählte, um sich und seine Familie vor einer Verhaftung und möglichen Verbannung durch das kommunistische Regime zu bewahren.
In den Folgejahren musste seine Frau Marcela Caradja notgedrungen einen Großteil der von ihm gesammelten antiquarischen Bücher verkaufen, um den Lebensunterhalt für die Familie bestreiten zu können.

## Ehrung post mortem
Am 15. September 2005 wurde Constantin Karadja von dem Yad Vashem Institut in Jerusalem der Titel „Gerechter unter den Völkern“ verliehen. Die Zeremonie fand in der israelischen Botschaft in Berlin unter Anwesenheit des israelischen und rumänischen Botschafters statt. Dort wurde unter anderem auf die zahlreichen Dokumente, Briefe und Notizen Karadjas verwiesen, die in den Archiven des United States Holocaust Memorial Museums in Washington, D.C. und des rumänischen Außenministeriums zu finden sind.